# Die Rache der Königskobra
Die Rache der Königskobra (Originaltitel: เขี้ยวอาฆาต, Khew ar-khard, wörtlich übersetzt „rachsüchtige Reißzähne“) ist ein thailändischer Horrorfilm von Thanadol Nualsuth aus dem Jahr 2010.

## Handlung
In einer thailändischen Kleinstadt unbekannten Namens häufen sich innerhalb weniger Tage mehrere Todesfälle, die alle auf Bisse von Giftschlangen zurückzuführen sind. Aufgrund der ungewöhnlich hohen Opferzahl leiten die Behörden rasch Mordermittlungen ein und entsenden mehrere Beamte zur Spurensicherung in den Ort.
Nachdem die junge Frau Panin von ihrer Arbeit zurückgekehrt und wieder zu Hause angekommen ist, trifft sie dort ein Ermittlerteam an. Da die Beamten ihre Arbeit fortsetzen möchten, wird ihr für die kommende Nacht ein Apartment in einem großen, in die Jahre gekommenen Wohnkomplex angeboten. Auf Drängen ihrer Großmutter Pai akzeptiert Panin den Vorschlag und beide begeben sich in ihre Notunterkunft.
In der Lobby des Apartmentkomplexes angekommen, begegnet Panin ihrem Ex-Freund, dem jungen Arzt Sadayu. Neben dem ehemaligen Paar und Panins Großmutter Pai halten sich auch Sadayus Bruder Vick, Schlangenexperte Chai, Stewardess Jan, Fernsehreporterin Paai, eine dreiköpfige Familie, drei Rockmusiker sowie drei jugendliche Freunde im Gebäude auf.
Als Großmutter Pai bei ihrem Gebet (mit der Bitte um Schutz vor den Giftschlangen) an einem kleinen Schrein vom Einsetzen eines heftigen Gewitters gestört wird, überkommt sie eine böse Vorahnung. Pai begibt sich unverzüglich zu ihrer Enkelin und warnt sie vor dem unmittelbar bevorstehenden Angriff der Schlangen. Panin will ihr jedoch nicht glauben, tut Pais Warnung als Aberglauben ab und bringt sie zur Beruhigung in ihr Apartment. Kurz nachdem Panin wieder zurück bei Sadayu in der Lobby angekommen ist, setzt der Angriff der Königskobras auf die Bewohner des Wohnkomplexes ein. Die Schlangen überraschen die Menschen in ihren Wohnungen, versuchen sie zu töten und verfolgen sie durch die Flure und Räume des Hauses. Den meisten Bewohnern gelingt die Flucht aus ihrem Apartment in die öffentlichen Bereiche, wo sich die Überlebenden zu einer kleinen Gruppe zusammenfinden. Gemeinsam suchen sie nach einem Ausweg aus ihrer misslichen Lage, aber Unglücke einzelner Personen infolge von Schlangenbissen schwächen den Gruppenzusammenhalt zunehmend, während die Streitigkeiten innerhalb der Gemeinschaft immer weiter zunehmen. Fernsehreporterin Paai dokumentiert die Erlebnisse der Gruppe mit ihrer Handykamera und sendet die aufgenommenen Videos ihrer Redaktion zu, die ihr allerdings anfangs keinen Glauben schenken will und auch im späteren Verlauf nicht helfend eingreift. Durch das koordinierte Vorgehen der Giftschlangen und das Zerwürfnis der Gruppe aufgrund von Egoismus gelingt es nur Sadayu und zwei weiteren Personen, den Königskobras lebend zu entkommen. Die Rache der Schlangen an den profitgierigen Menschen, die ihnen einst ihren Lebensraum raubten, um dort die heutige Wohnsiedlung zu errichten, ist geglückt.
In den darauf folgenden Tagen veröffentlicht Paais Redaktion das von Paai zusammengetragene Filmmaterial. Sie erhofft sich, aus den Ereignissen Profit zu schlagen und hohe finanzielle Gewinne zu erzielen.

## Rezeption
Der Film erhielt überwiegend negative Kritiken. Er erreichte auf IMDb in über 170 Benutzerkritiken 4,2 von 10 Punkten.
Laut dem Benutzer El Tofu von „Tofu Nerdpunk“ ist die Handlung „grundsätzlich einfach gestrickt“, wird aber „durch ins Leere führende Subplots“ gestört. Da auch die Effekte furchtbar aussähen, falle ihm „nichts Positives“ über den Film ein.
Wise Kwai vom Thai Film Journal kritisiert, dass „die Menschen so viel Tiefe wie die digitalen Reptilien“ hätten. Das Beste seien „die massiven Schlangenschläge“.
Das Lexikon des internationalen Films urteilt: „Naiver Tierhorror aus Thailand, der ähnlich mit Klischees beladen daherkommt wie seine B-Film-Vorbilder aus Hollywood. Einzig die computeranimierten Reptilien sind noch lausiger.“

## Alternativtitel
Zahlreich sind die Veröffentlichungstitel: Neben dem bereits genannten auch The Intruder, The Intruder – Der Fluch der Killercobra, Killersnakes – Die Rache der Königscobra und Revenge of the King Cobra.